# Christian H. Nielsen
Christian Henrik Nielsen (født 1. januar 1809 i Hjørring, død 1. maj 1881) var en dansk købmand, fabrikant og politiker.
Han voksede fra 1816 op på hovedgården Åstrup. Efter at være blevet gift med Karen Marie Høygaard fra Hjørring etablerede han sig i1831, 22 år gammel, som købmand i hendes hjem i Østergade, som han overtog.
Allerede i sine unge år interesserede Chr. H. Nielsen sig for samfundsmæssige spørgsmål, og da borgerrepræsentationen oprettedes 1837, kom han straks ind i den, og var i mange år dens formand. Han var en fremsynet mand, og arbejdede flittigt for byens udvikling. Han tog bl.a. initiativ til etablering af brolægning og belysning af gadenettet, ligesom han var en drivende kraft bag anlæggelsen af tidssvarende landeveje til Frederikshavn og Løkken. Han organiserede et vognmandslav i Hjørring, og lagde mange kræfter i arbejdet med at få jernbanen til byen. 1852 var han medstifter af Dampskibsselskabet "Vendsyssel", og arbejdede samtidig for at få anlagt en havn ved Hirtshals, bl.a. var han formand for et havneudvalg som han selv havde fået nedsat. 1855 stod han bag stiftelsen af Hjørring Diskonto-bank, og sad i mange år i bankens direktion som dens egentlige leder.
Også de sociale spørgsmål havde hans bevågenhed. 1852 fik han oprettet en begravelseskasse for Hjørring, og året efter foreslog han, på baggrund af en aktuel koleraepidemi, oprettelsen af en sygekasse – den blev dog ikke til noget på daværende tidspunkt. 1860 stod han bag oprettelsen af Firskillingsforeningen.
Også oplysning lå ham på sinde. Han arbejdede bl.a. ihærdigt på at få oprettet en lokal avis, hvilket lykkedes ham i 1843, da Hjørring Amtstidende så dagens lys, og han oprettede en lånebogssamling.
Chr. H. Nielsen drev skudehandel på Norge, hvilket gav ham kontakt til kystens befolkning, som også kom til at nyde godt af hans virkelyst. Han fik således stiftet en understøttelsesforening for fiskere og deres efterladte og en fiskeriforening for vestkysten.
Efter Grundlovens indførelse i 1849 var han sjælen bag den årlige festligholdelse i byen af denne dag, ligesom han tog initiativet til at indsamle midler til at rejse et mindesmærke over Frederik 7., Grundlovens giver, i Christiansgave i 1866.
Chr. H. Nielsen var desuden konsul for Sverige-Norge, Holland, Belgien, Rusland og, efter oprettelsen af den tyske stat, Tyskland. Chr. H. Nielsen var på mange måder en af det moderne Hjørrings grundlæggere, hvorfor det var helt naturligt, at der i 1883 blev rejst en buste af ham i Christiansgave.

## Politisk virke
C.H. Nielsen blev medlem af borgerrepræsentantskabet i Hjørring i 1841 og var dets formand 1841-1842. Han var medlem af Folketinget valgt i Hjørrings Amts 3. valgkreds (Hjørringkredsen) fra 26. februar 1853 til 7. april 1854 hvor han nedlagde sit mandat.

## Hæder
Han blev udnævnt til ridder af Dannebrog i 1865.